# Natalia Kachúevskaia
Natalia Aleksándrovna Kachúevskaia de soltera Spirova (en ruso: Наталья Александровна Качуевская; Petrogrado, RSFS de Rusia; 22 de febrero de 1922 - Xulxatu, RSSA de Kalmukia, Unión Soviética; 20 de noviembre de 1942) fue una médica militar soviética que combatió en las filas del Ejército Rojo durante la Segunda Guerra Mundial, se suicidó con una granada cuando fue rodeada, eliminando a varios soldados enemigos en su muerte evitando así su captura. Se le otorgó póstumamente el título de Héroe de la Federación de Rusia en 1997.

## Biografía

### Infancia y juventud
Natalia Spirova nació el 22 de febrero de 1922 en el seno de una familia rusa de Petrogrado, creció con una gran influencia de las artes teatrales ya que su madre y sus tías eran actrices. Poco después de su nacimiento, su familia se mudó a Moscú, donde se graduó del décimo grado de la escuela en 1940 antes de ingresar en el Instituto Estatal de Artes Teatrales.
La escuela de teatro en la que había completado un semestre fue evacuada a Sarátov en 1941; allí, organizó el desarrollo de una brigada de conciertos con compañeros de estudios. Dieron conciertos en estaciones militares y hospitales. Durante uno de esos conciertos en un hospital de Moscú, conoció a su futuro esposo Pável Kachuevski, un partisano desde septiembre de 1941 que había sido evacuado recientemente del frente después de ser herido en una batalla con las fuerzas alemanas circundantes. Se casaron en la primavera de 1942, poco antes de que Pável fuera enviado de regreso al combate. Queriendo ir con su esposo, solicitó ser enviada con él, pero se le denegó. Poco tiempo después, su esposo murió en acción mientras atacaba un convoy alemán en Gómel el 4 de julio de 1942.

### Segunda Guerra Mundial
Su esperanza de ser enviada al frente fue pronto realizada; en verano de ese año se graduó del entrenamiento para francotiradores y médicos destinados a voluntarios reclutados en el Komsomol. Inicialmente fue asignada a la 16.ª Brigada Aerotransportada, que se transformó en el 105.º Regimiento de Fusileros de la Guardia en agosto de 1942. La unidad fue enviada a un área de Kalmukia donde se había formado una brecha entre el Frente Sureste y parte del Frente Transcaucásico. Desplegada al frente de batalla en septiembre de 1942 como médica en el 105.º Regimiento, luchó brevemente en el Frente Sureste ese mes antes de trasladarse al Frente de Stalingrado, donde participó en la Batalla de Stalingrado.
El 20 de noviembre, su unidad participó en una ofensiva para rodear a las fuerzas enemigas. Mientras atendía a un grupo de soldados heridos en un refugio subterráneo recientemente recuperado, vio a través de la puerta rota del refugio una fuerza considerable de soldados alemanes que avanzaban por la estepa. Tomando un maletín de granadas y una ametralladora perteneciente a uno de los heridos, salió corriendo del refugio hacia una colina para distraer a los alemanes que abrieron fuego contra ella. A pesar de sus heridas, llegó a la colina y se posicionó para devolver el fuego, matando a varios soldados alemanes antes de quedarse sin balas. Cuando los alemanes se acercaron a ella, detonó sus granadas, matándose y eliminando a los soldados enemigos que la rodeaban.

## Reconocimiento póstumo
No se le otorgó el título de Héroe de la Unión Soviética durante la guerra, a diferencia de otras personas que hicieron hazañas similares. Finalmente se le otorgó póstumamente la Medalla al Valor el 19 de febrero de 1996 antes de recibir el título de Héroe de la Federación Rusa el 12 de mayo de 1997. No obstante, fue honrada y reconocida de muchas maneras antes de recibir dicho título honorífico, incluyendo un monumento en el lugar de su muerte, así como varias calles y un asteroide que fueron nombrado en su honor, el (2015) Kachuevskaya.

### Listas relacionadas
- Lista de Heroínas de la Federación de Rusia